# Thomas Hughes (dramaturge)
Thomas Hughes (fl. 1571-1588) est un dramaturge de l'ère élisabéthaine, natif du Cheshire. On ne lui connaît qu'une seule pièce de théâtre, The Misfortunes of Arthur, qui met en scène la vie du Roi Arthur dans une adaptation senéquienne, où prédominent le meurtre, l'adultère et l'inceste.

## Biographie
Thomas Hughes entre à Queens' College de l'université de Cambridge en novembre 1571, obtient son B.A. (Bachelor of Arts) en 1575-76, et est élu membre de son collège le 8 septembre 1576 sous mandat royal. Après avoir quitté Cambridge, il devient membre de Gray's Inn. Il est l'auteur principal de la tragédie The Misfortunes of Arthur, Uther Pendragon's son reduced into tragical notes, sur laquelle travaillèrent huit personnes, toutes membres de Gray's Inn. Ce spectacle fut représenté le 28 février 1588 à Greenwich devant la reine Élisabeth Ire et joué par des membres de Gray's Inn. À part Hughes qui composa le corps de la pièce, Nicholas Trotte en écrivit l'introduction, Francis Flower les chœurs des actes I et II, William Fulbecke (en) deux discours, et enfin trois de leurs collègues, Francis Bacon, Christopher Yelverton et John Lancaster fournirent le mimodrame. Un certain Penrooddocke fit office de régisseur en liaison avec la Cour.
De ces huit personnes, Francis Bacon est le plus connu. Christopher Yelverton, après une carrière de juge, devint président de la Chambre des communes. William Fulbecke fut un juriste et un historien. On ne connaît rien de plus des autres, y compris de Thomas Hughes.
La pièce est imprimée la même année grâce aux soins de Hughes.

## The Misfortunes of Arthur

### Argument
Au cours d'un banquet organisé par Uther Pendragon pour fêter sa victoire contre les Saxons, celui-ci tombe amoureux de Igerna, la femme de Gorlois, duc de Cornouailles. Ce dernier pressent la passion du roi pour sa femme et se presse de rallier la Cornouailles pour la mettre à l'abri dans son château et pour se préparer à la guerre. Le roi Pendragon lève une armée pour l'éliminer. Mais bouillant du désir d'Igerna, Pendragon se transforme grâce à Merlin en un sosie de Gorlois, et se rend auprès d'Igerna, qui l'accueille comme son mari. Pendragon retourne ensuite au siège du château, au cours duquel il tue Gorlois. De sa rencontre avec Pendragon, Igerna accouche de jumeaux, Arthur et Anne.
Quinze ans plus tard, alors qu'il poursuit les Saxons, Pendragon est empoisonné par eux. Arthur a des relations incestueuses avec sa sœur jumelle, Anne, qui le fait père de Mordred. Dix-sept ans plus tard, l'empereur romain Lucius Tiberius réclame un tribut dû à la conquête de Jules César. Arthur rassemble les forces de treize rois autour de lui, et, laissant la reine Guenièvre sous la protection de Mordred, à qui il laisse en outre la charge du royaume, il se rend en France. Après neuf années de guerre, il envoie à Rome le cadavre de Lucius Tiberius en guise de tribut.
Pendant son absence, Mordred est devenu ambitieux. Il a pris sa belle-mère Guenièvre pour amante, et celle-ci lui donne un enfant. Puis, aidé par Gilla, un seigneur britannique, il usurpe le trône, et pour s'y maintenir, il établit de bonnes relations avec les Saxons, les Irlandais, les Pictes et les Normands, en leur faisant de grandes promesses. Guenièvre, désespérée d'apprendre qu'Arthur est prêt à s'embarquer pour son voyage retour, pense tantôt à tuer son mari, tantôt à se suicider, pour finalement entrer en religion. Arthur est attaqué à son arrivée sur les grèves de Douvres, mais il force Mordred à fuir. La dernière bataille se déroule à Camlann, où, après la mort de cent-vingt mille hommes, Mordred est tué et Arthur blessé à mort.

### Analyse
Le sujet de Misfortunes of Arthur, comme celui de Gorboduc, est tiré de l'histoire ancienne britannique plus ou moins légendaire, mais son traitement est totalement calqué sur la manière de Sénèque. Hughes n'a pas emprunté à ce dernier simplement quelques vers, mais des scènes et des discours entiers. Le premier acte n'est qu'une mosaïque d'extraits de Thyeste de Sénèque assemblés par des vers de l'invention de Hughes, passés au moule de son modèle. Par exemple, le fantôme de Gorlois reprend le discours du fantôme de Tantale. Plus loin, c'est la pièce Agamemnon qui est prise en exemple : Guenièvre est copiée sur Clytemnestre, et Mordred sur Égisthe. D'autres pièces de Sénèque sont aussi mises à contribution, et on retrouve des fragments de Hercule furieux, d'Hippolyte et de Médée. Le professeur Cunliffe répertorie en détail les emprunts de Hughes aux différentes pièces de Sénèque dans son ouvrage  The Influence of Seneca on Elizabethan Tragedy, appendice II.
L'influence de Sénèque s'étend à la forme de l’œuvre. Hughes a adopté le format des tragédies de son modèle, cinq actes séparés par des chœurs, découpe préconisée par Horace dans son Art poétique et par Varron. Sénèque use couramment de stichomythies, enchaînant même parfois des dialogues sur des moitiés, des tiers ou des quarts de vers. Hughes tente manifestement de reproduire ce procédé visant à restituer la vivacité des échanges. Voici par exemple une partie du dialogue entre Arthur et Cador, duc de Cornouailles, son conseiller et confident, où les vers blancs sont subdivisés en deux ou trois répliques :
| Arthur : | What joy ?                |                            |                 | I | — Pour quel plaisir ?                 |
| Cador :  |                           | Then may you rule.         |                 | I | — Ainsi pourras-tu régner.            |
| Arthur : |                           |                            | When I may die. | I | — Et peut-être mourir.                |
| Cador :  | To rule is much.          |                            |                 | I | — Régner c'est énorme.                |
| Arthur : |                           | Small, if we covet naught. |                 | I | — C'est petit si on ne convoite rien. |
| Cador :  | Who covets not a crowne ? |                            |                 | I | — Qui ne convoite pas une couronne ?  |
| Arthur : |                           | He that discernes          |                 | I | — Celui qui discerne                  |
|          | The sword aloft.          |                            |                 | I | l'épée qui est au-dessus.             |
| Cador :  |                           | That hangeth fast.         |                 | I | — Solidement attachée.                |
| Arthur : |                           |                            | But by          | I | — Mais par                            |
|          | A haire.                  |                            |                 | I | un cheveu. (acte III scène 1)         |

The Misfortunes of Arthur respecte des principes de décence, qu'ignorent souvent les pièces destinées au grand public. Ainsi les morts sont rapportées par des messagers, et non pas subies et exposées sur scène,.
La pantomime est inconnue de Sénèque, et cette partie du spectacle est typiquement anglaise, remontant au temps des mystères et des moralités.